# IPhone 4
IPhone 4 là một phiên bản điện thoại thông minh màn hình cảm ứng phát triển bởi hãng Apple. Đây là thế hệ iPhone thứ 4, và là dòng kế tiếp của iPhone 3GS. Tại thời điểm năm 2010-2011, đây là một trong những dòng điện thoại thông minh bán chạy nhất thế giới. Dòng điện thoại này được tiếp thị đặc biệt điện thoại video (được tiếp thị bởi Apple với tên FaceTime), sử dụng các phương tiện truyền thông như sách và tạp chí, phim ảnh, âm nhạc, và các trò chơi, và cho các trang web nói chung và truy cập e-mail. Nó đã được công bố vào ngày 07 tháng 6 năm 2010, tại WWDC 2010 tổ chức tại Trung tâm Moscone, San Francisco
, và được tung ra thị trường vào ngày 24 tháng 6 năm 2010, ở Hoa Kỳ, Anh Quốc, Pháp, Đức và Nhật Bản.
IPhone 4 chạy hệ điều hành của Apple iOS, vận hành hệ thống tương tự như được sử dụng trên iPhone trước đây, iPad, và iPod Touch. Nó được điều khiển chủ yếu bằng ngón tay của người dùng trên màn hình cảm ứng đa điểm, nhờ màn hình nhạy với cử động của ngón tay.
Sự khác biệt dễ nhận thấy nhất giữa iPhone 4 và những phiên bản trước của nó là thiết kế mới, kết hợp một khung thép không gỉ không cách điện hoạt động như ăng-ten. Các thành phần bên trong của thiết bị nằm giữa hai tấm thủy tinh aluminosilicate hóa học tăng cường. Nó có một bộ xử lý A4 của Apple và 512 MB của eDRAM, gấp đôi so với của phiên bản tiền nhiệm của nó và bốn lần so với iPhone bản gốc, màn hình 3.5 inch (89 mm) LED backlit hiển thị tinh thể lỏng với độ phân giải 960x640 (326 ppi) gọi là "Retina Display". iPhone 4 cũng là phiên bản đầu tiên có camera trước và đèn flash sau.
iPhone 4 được phát hành hệ điều hành iOS 4.3.5 (GSM) và 4.2.10 (CDMA).
Trong tháng 10 năm 2011, iPhone 4S được công bố giữ lại hầu hết các yếu tố tương tự, nhưng bao gồm thêm nhiều nâng cấp như bộ vi xử lý A5, Siri, iOS 5, và một camera được cải thiện (8 megapixel).

## Thông tin cấu hình

### Màn hình
- 3.5"
- Tấm nền LCD
- Độ phân giải: Retina HD 960x640 pixel (326 ppi)

### Vi xử lí
- Apple A4 (32-bit), 1 nhân 1 GHz
- GPU: PowerVR SGX 535

### Bộ nhớ
- RAM: 512MB
- Bộ nhớ trong: 8 GB,16 GB hoặc 32 GB

### Camera
- Trước: 0.3 MP
- Sau: 5 MP, lấy nét tự động, quay phim HD 720p

### Pin
Pin Li-Ion, 1420 mAh

## Đánh giá
"Không cần phải quanh co, iPhone 4 là chiếc điện thoại thông minh tốt nhất trên thị trường hiện nay"— Engadget, 23 tháng 6 năm 2010

"Có những khiếm khuyết và hạn chế, khả năng xử lý của máy tốt hơn iPhone 3GS, nhưng có cái tệ hơn. Tuy nhiên, nhìn chung Apple đã mang tới một sự nâng cấp, thiết kế tốt và đủ cho nó dẫn đầu trong cuộc đua trên thị trường smartphone"— Thời báo Phố Wall, 23 tháng 6 năm 2010

"người mua sẽ không thất vọng"— USA Today

"Với thiết kế vuông vức, nhưng iPhone 4 vẫn có những nét đặc thù của Apple không lẫn vào đâu được"— CNET

"Ấn tượng đầu tiên đập vào mắt bạn là kiểu dáng thiết kế mới. Bên cạnh đó, pin máy tốt hơn (còn 16% sau một ngày dùng), chip xử lý nhanh hơn, bên cạnh thiết kế mỏng và gọn"— The New York Times